# Kentaro Kawasaki
Kentaro Kawasaki (川崎 健太郎 Kawasaki Kentaro?, nacido el 18 de diciembre de 1982 en Osaka) es un exfutbolista japonés. Jugaba de centrocampista y su último club fue el Kataller Toyama de Japón.

## Trayectoria

### Clubes
| Club                 | País  | Año         |
| -------------------- | ----- | ----------- |
| Cerezo Osaka         | Japón | 2001 - 2002 |
| Sagawa Express Osaka | Japón | 2002        |
| Montedio Yamagata    | Japón | 2003 - 2005 |
| Consadole Sapporo    | Japón | 2006 - 2007 |
| Kataller Toyama      | Japón | 2008 - 2010 |

## Palmarés

### Títulos nacionales
| Título    | Club              | País  | Año  |
| --------- | ----------------- | ----- | ---- |
| J2 League | Consadole Sapporo | Japón | 2007 |